# Louis Angelo Peña
Louis Angelo Peña conhecido simplesmente por Angelo Peña (Mérida, 25 de dezembro de 1989) é um futebolista venezuelano que joga atualmente no Deportivo La Guaira.

## Carreira
Peña começou sua carreira em 2006 em seu primeiro clube Estudiantes de Mérida em que jogou 52 vezes e marcou 6 gols. Em 28 de maio de 2009, foi contratado pelo clube Português SC Braga por uma valor não revelado, Peña é visto como o mais promissor jovem jogador da Venezuela.

## Carreira internacional
Ele foi chamado até a Venezuela sub-20 equipe em 2009 e, assim como a seleção principal.

## Ligações Externas
- Perfil no Fora de Jogo (em português)